# Râul Valea Lungă Mare
Râul Valea Lungă Mare este un afluent al Pârâului Florilor. 

## Hărți
- Harta județului Cluj